# Ormens väg på hälleberget
Ormens väg på hälleberget (suec: El camí de la serp a les roques) és una pel·lícula dramàtica sueca de 1986 dirigida per Bo Widerberg. Està basat en la novel·la homònima de Torgny Lindgren. La pel·lícula es va projectar a la secció Un Certain Regard al 40è Festival Internacional de Cinema de Canes i en competició al 15è Festival Internacional de Cinema de Moscou. Als 22ns Premis Guldbagge Stina Ekblad va guanyar el premi al Millor actriu.

## Argument
Un venedor i el seu fill abusen sexualment de les generacions de dones d'una família pobra com a pagament del deute. Janni ha de veure que la seva mare, la seva germana, la seva neboda i la seva dona són explotades, i la família es fa més gran amb els fills de l'agressor.

## Repartiment
- Stina Ekblad com a Tea Alexisdotter
- Stellan Skarsgård com a Karl Orsa Markström
- Reine Brynolfsson com a Jani
- Pernilla August com a Eva (com a Pernilla Östergren)
- Tomas von Brömssen com a Jacob
- Pernilla Wahlgren com a Johanna
- Ernst Günther com a Ol Karlsa
- Birgitta Ulfsson com a àvia
- Johan Widerberg com a Jani de petita
- Melinda Kinnaman com a Eva de petita